# Andriuske
Andriuske (1603 m n.p.m.) – szczyt w południowo-zachodniej części Gorganów, które są częścią Beskidów Wschodnich. Znajduje się w grupie Busztuła położonej na południe od przełęczy zwanej Niemiecka Polana (1177 m n.p.m.). Szczyt ten położony jest na południowo-zachodnim ramieniu wychodzącym od szczytu Busztuł.